# Satsang
Satsang (Sanskrit, m., सत्सङ्ग, satsaṅga, Hindi, m., सत्संग, satsaṅg, von sat = wahr, sanga = Umgang, oder im Kontext: „gemeinsame Wahrheit“) bezeichnet in der indischen Philosophie und in den daraus abgeleiteten spirituellen Lehren ein Zusammensein von Menschen, die durch gemeinsames Hören, Reden, Nachdenken und Versenkung in die Lehre nach der höchsten Einsicht streben. Speziell im Advaita Vedanta gilt es als notwendig, dass man die als Wahrheit bezeichnete Lehre hört und sie reflektiert. Insbesondere bezeichnet „Satsang“ ein Zusammentreffen mit einem spirituellen Lehrer („Guru“, „Meister“), der als „erleuchtet“ oder „erwacht“ gilt. Während des Satsangs stellen die Schüler in der Regel Fragen, auf die der Lehrer antwortet. Satsangs können außerdem auch Elemente wie kurze Vorträge des Meisters oder fortgeschrittener Schüler, gemeinsame Meditation, Rezitation oder Ähnliches enthalten. Der Sinn des Satsangs besteht nicht in erster Linie in der Vermittlung einer „Lehre“ (insofern ist der Begriff „Lehrer“ missverständlich), sondern darin, dass die Schüler durch das unmittelbare Erleben der Präsenz des Lehrers in einer Art Korrespondenz-Phänomen selbst zur Erfahrung ihrer ursprünglichen Natur gelangen sollen. Die Gemeinschaft mit anderen Suchenden soll dabei zusätzlich unterstützend wirken.
Bekanntheit im Westen fanden Satsangs vor allem durch die moderne Satsang-Bewegung, auch „Neo-Advaita“, bei der sich die Menschen bspw. auf Retreats von spirituellen Lehrern unterrichten lassen. Zum Teil verbinden die heute im Westen zahlreich anzutreffenden Lehrer traditionelle östliche Lehren mit modernen psychologischen Methoden. Diese weltweit schnell wachsende Satsang-Bewegung geht in erster Linie auf den 1997 verstorbenen H. W. L. Poonja zurück, einen Schüler von Ramana Maharshi. Einige der bekanntesten seiner Schüler sind Gangaji, Eli Jaxon-Bear und im deutschsprachigen Raum Samarpan, Madhukar, Cedric Parkin und Christian Meyer, die auch alle selbst als spirituelle Lehrer auftreten. Vom traditionellen Advaita-Vedanta wird kritisiert, dass das Neo-Advaita das traditionelle Advaita, wie es bspw. von Maharshi gelehrt wurde, stark zum Schlechten verändert habe. Es werde zu wenig Betonung auf Übung gelegt, die jederzeit mögliche Erleuchtung sei ein falsches Heilsversprechen.